# Vilhelms Purvītis
Vilhelms Purvītis (3 de Março de 1872, em Zaube, Letónia – 14 de janeiro de 1945, em Bad Nauheim, Alemanha) foi um pintor de  paisagem e educador, que fundou a Academia de Arte da Letónia e foi seu reitor, a partir de 1919 a 1934.

## Biografia
Vilhems Purvītis nasceu na Província Lituana, na paróquia Zaube, numa família de moleiro. Ele estudou numa escola local da paróquia, até que a sua família se mudou para a província Vitebsk. Até 1888 Purvītis estudou numa escola municipal de Drissa (Hoje: Bielorrússia). Foi aqui onde as suas habilidades de desenho foram notadas pela primeira vez. Quando a sua família voltou para Livônia, Purvītis trabalhou no moinho de seus pais na paróquia Smiltene  para um período de dois anos.
Em 1890 Purvītis iniciou os estudos na Academia Imperial de belas Artes, em São Petersburgo, Rússia, a partir de 1890 a 1897, principalmente sob a Arkhip Kuindzhi, graduando-se com a Grande Medalha de Ouro. Enquanto na academia estudou pinturas de velhos mestres holandeses e tornou-se amigo próximo de outros dois pintores letões- Janis Rozentāls e Johan Valter. Em 1898, juntamente com Janis Rozentāls e Johan Valter levou para uma viagem de estudos em toda a Europa e as suas pinturas foram expostas em Berlim, Munique, Paris e Lyon, com grande aclamação. Em 1899, ele voltou para Riga e começou a dar aulas particulares de pintura. Em 1902, ele viajou para Svalbard na Noruega para o estudo da pintura de neve. Após a Revolução de 1905 Purvītis viajou para Tallinn, onde trabalhou como professor de desenho num Colégio local. Em 1909 Purvītis retornava para Riga e tornou-se diretor de uma escola de arte da cidade de Riga.
Em 1915 após a Primeira Guerra Mundial começar, a escola de arte na cidade de Riga foi transferida para São Petersburgo, onde ela foi fechado em 1916. Após as revoluções russa de 1917 Purvītis foi para a Noruega para melhorar a sua saúde e realizou a sua primeira exposição individual em Oslo.

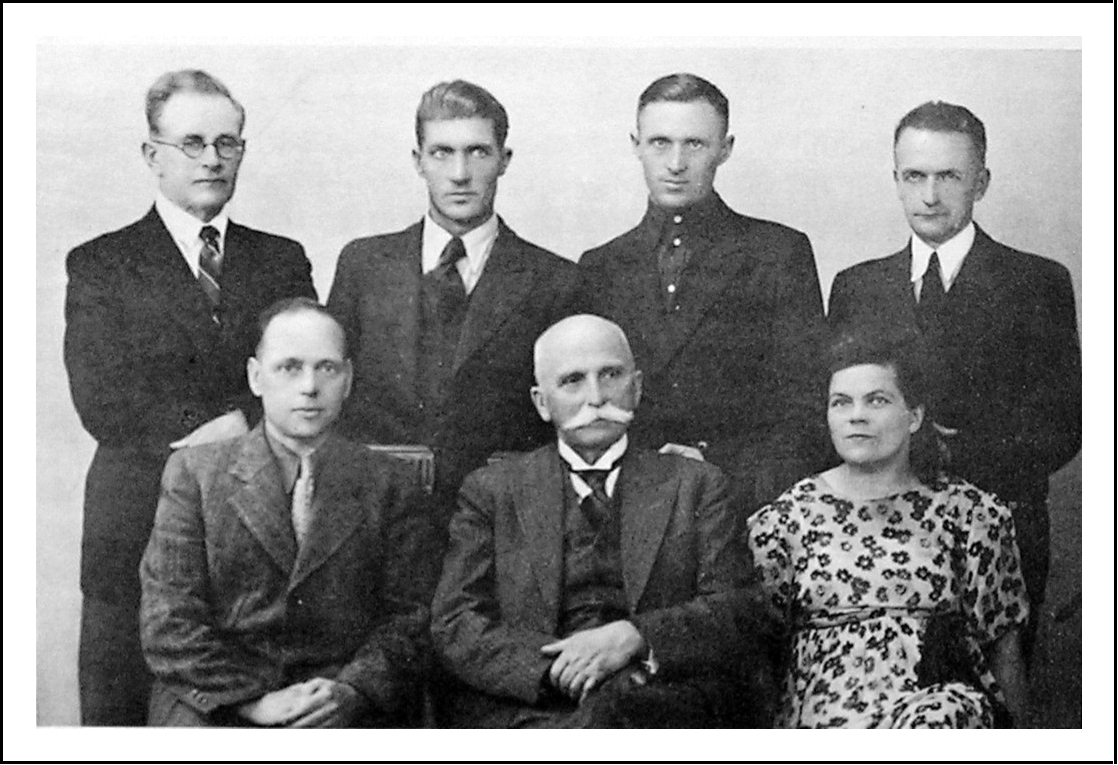
Master Class na Pintura de Paisagem no Latvian Art Academy, 1942. Sentado no meio é Professor Vilhelms Purvītis

Em 1918 Purvītis voltou para a região de Riga ocupada pelos alemães. Em 1919 tornou-se diretor de um museu de arte da cidade de Riga, o Hoje: Museu Nacional de Arte Letã) e também foi um dos fundadores da Academia de Arte da Letónia e foi eleito como o seu primeiro reitor. Como o líder da pintura de paisagem na oficina no Latvian Academy of Art de 1921 a 1944, das artes visuais no departamento de arquitetura na Universidade da Letônia , a partir de 1919 a 1940, e diretor da Escola de Arte da Cidade de Riga de 1909 a 1915, Purvītis tinha uma série de seguidores e foi o reconhecido o líder da escola como um pintor letão.
Durante o período da República da Letónia Purvītis também organizou várias exposições de arte letã na Europa.
Depois da ocupação letã em 1940 pela União Soviética, Purvītis foi demitido do cargo de diretor de museu, mas continuou a trabalhar na Academia de Arte. Em 1942, a sua última exposição em Riga foi realizada.
Em 1944 Purvītis perdeu todos os seus pertences e muitas das suas obras, quando a sua casa e a oficina foi destruída durante a Batalha de Jelgava , no verão de 1944. Purvītis foi forçada a evacuar para Liepāja, e de lá para Danzigue.
Wilhelms Purvītis morreu em 14 de janeiro de 1945, em Bad Nauheim, Hesse. Os restos mortais de Purvītis estavam em 1944 a serem novamente enterrados em Riga no Cemitério Forest, depois da Letónia ter recuperado a sua independência. Ele foi premiado com a Ordem de três estrelas (III e II classe) e muitas mais decorações.
A experimentação constante e ao se tornar um mestre de cenas de neve, Purvītis começou como um realista, virou-se para o impressionismo, e mais tarde foi influenciado por Cézanne e Munch. A sua pintura Inverno (1910) também sugere a influência do Art nouveau. Ele é considerado um dos melhores pintores letões durante a primeira metade do século XX. As suas paisagens são cheias de motivos locais e naturezas do letão são retratadas na atmosfera neo romântica. Durante a sua vida, ele produziu mais de mil pinturas e desenhos, e muitos deles nunca foram expostos porque ele preferiu recolher-los em seu apartamento.

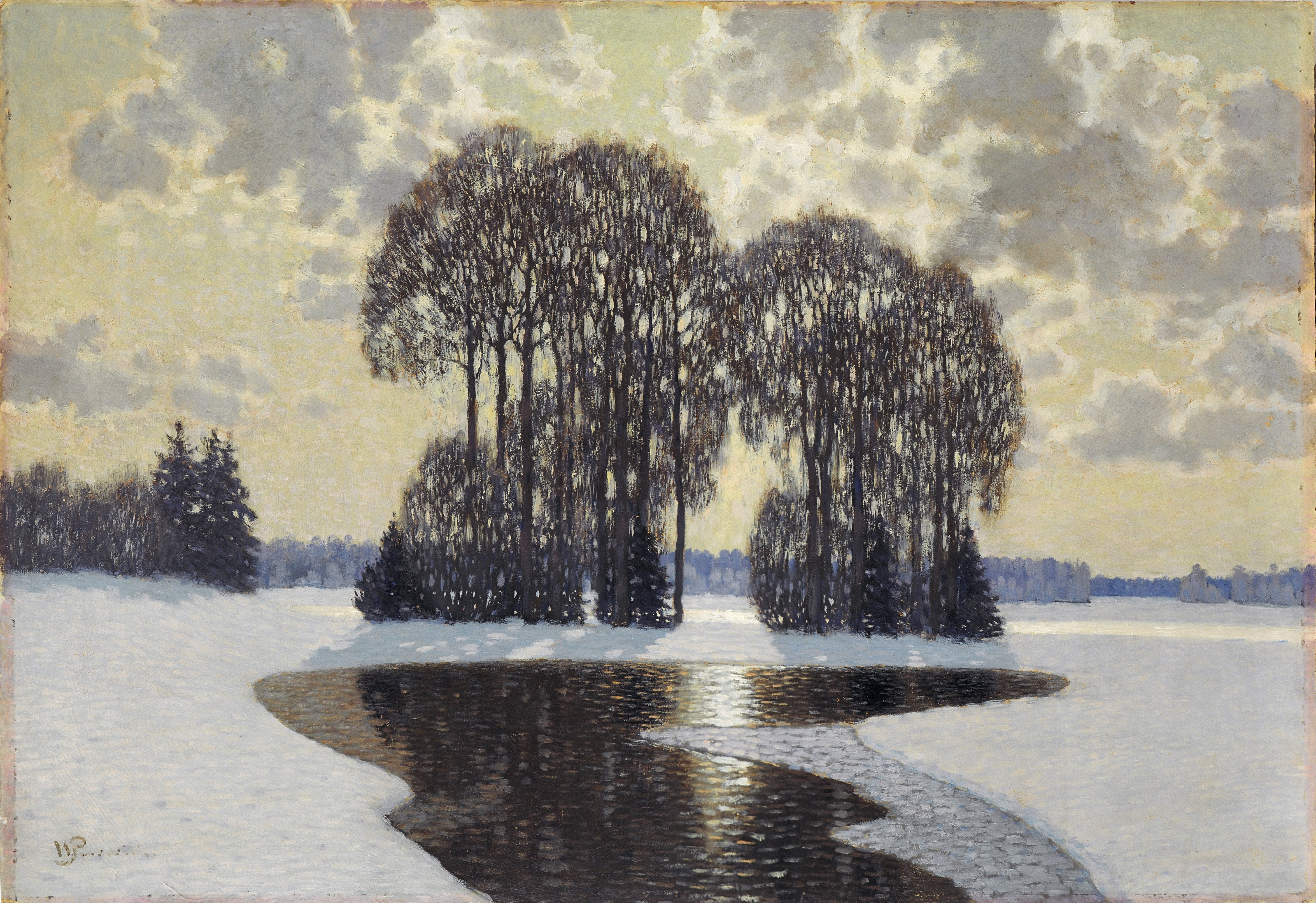
Inverno (1910)
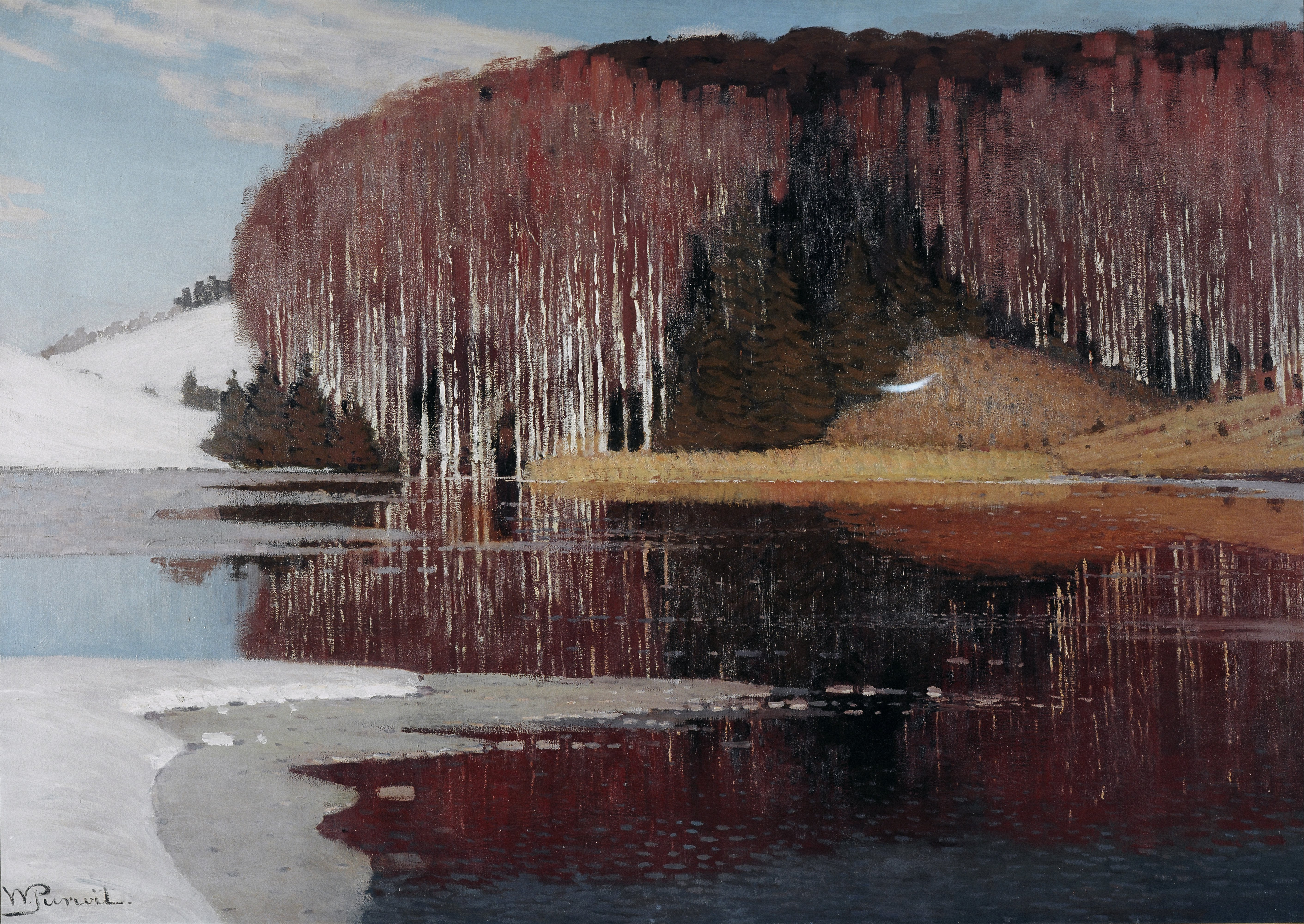
Águas De Nascente (1910)
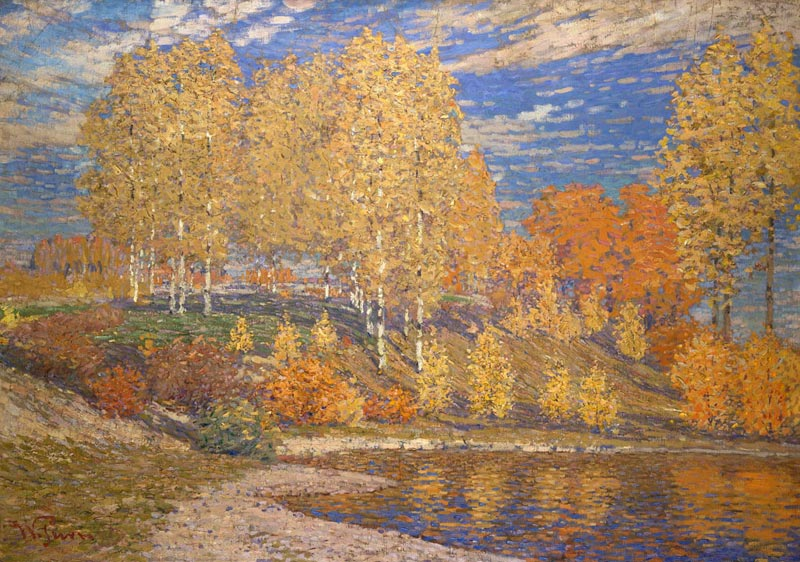
Sol De Outono (1909)
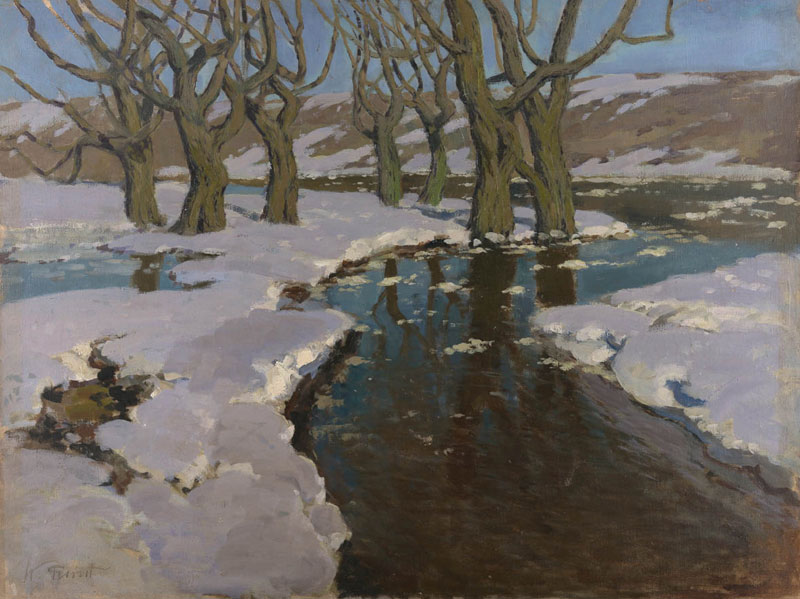
Início Da Primavera (1898-1899)
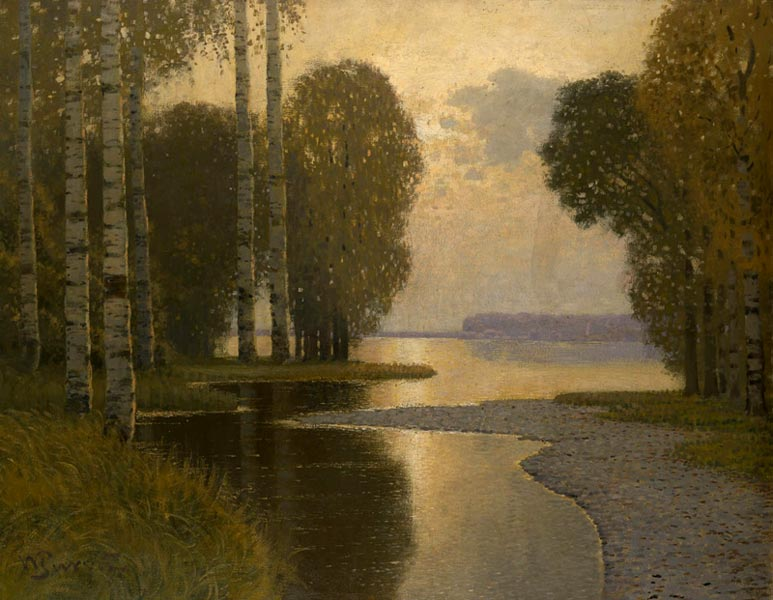
Paisagem com árvores de Vidoeiro (1910)
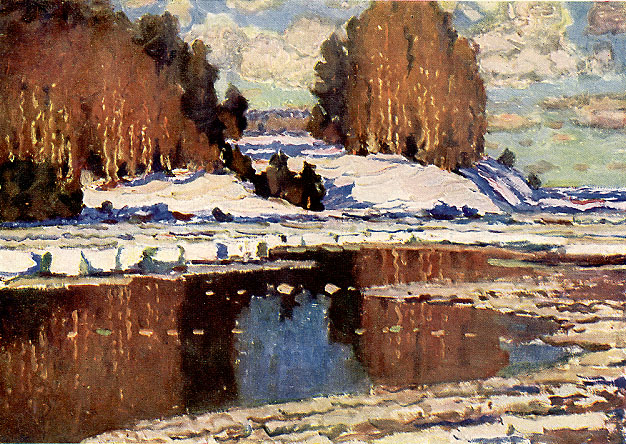
Pavasaris (1930)